# Grušovlje
Grušovlje – wieś w Słowenii, w gminie Rečica ob Savinji. W 2018 roku liczyła 79 mieszkańców.